# جاش پنس
جاش پنس (انگلیسی: Josh Pence؛ زادهٔ ۸ ژوئن ۱۹۸۲) یک هنرپیشه اهل ایالات متحده آمریکا است. وی از سال ۲۰۰۶ میلادی تاکنون مشغول فعالیت بوده‌است.
از فیلم‌ها یا برنامه‌های تلویزیونی که وی در آن نقش داشته است می‌توان به جوخه گانگستر، شوالیه تاریکی برمی‌خیزد، نبردناو و مشکل خوب اشاره کرد.